# Atenas (stad)
Atenas is een stad (ciudad) en deelgemeente (distrito) van het kanton Atenas in Costa Rica die gelegen is in de provincie Alajuela. Atenas betekent letterlijk Athene en verwijst zodoende - net als de naam van het stadje Grecia - naar Griekenland. 
Atenas ligt op 25 kilometer van de provinciehoofdplaats Alajuela en op 35 kilometer van de hoofdstad van het land, San José. Het ligt tevens dicht bij de Internationale luchthaven Juan Santamaría. Atenas is omringd door heuvels, bergen en koffieplantages. Atenas is ook beroemd vanwege zijn toronjas rellenas (grapefruits), die verkocht worden als dessert.

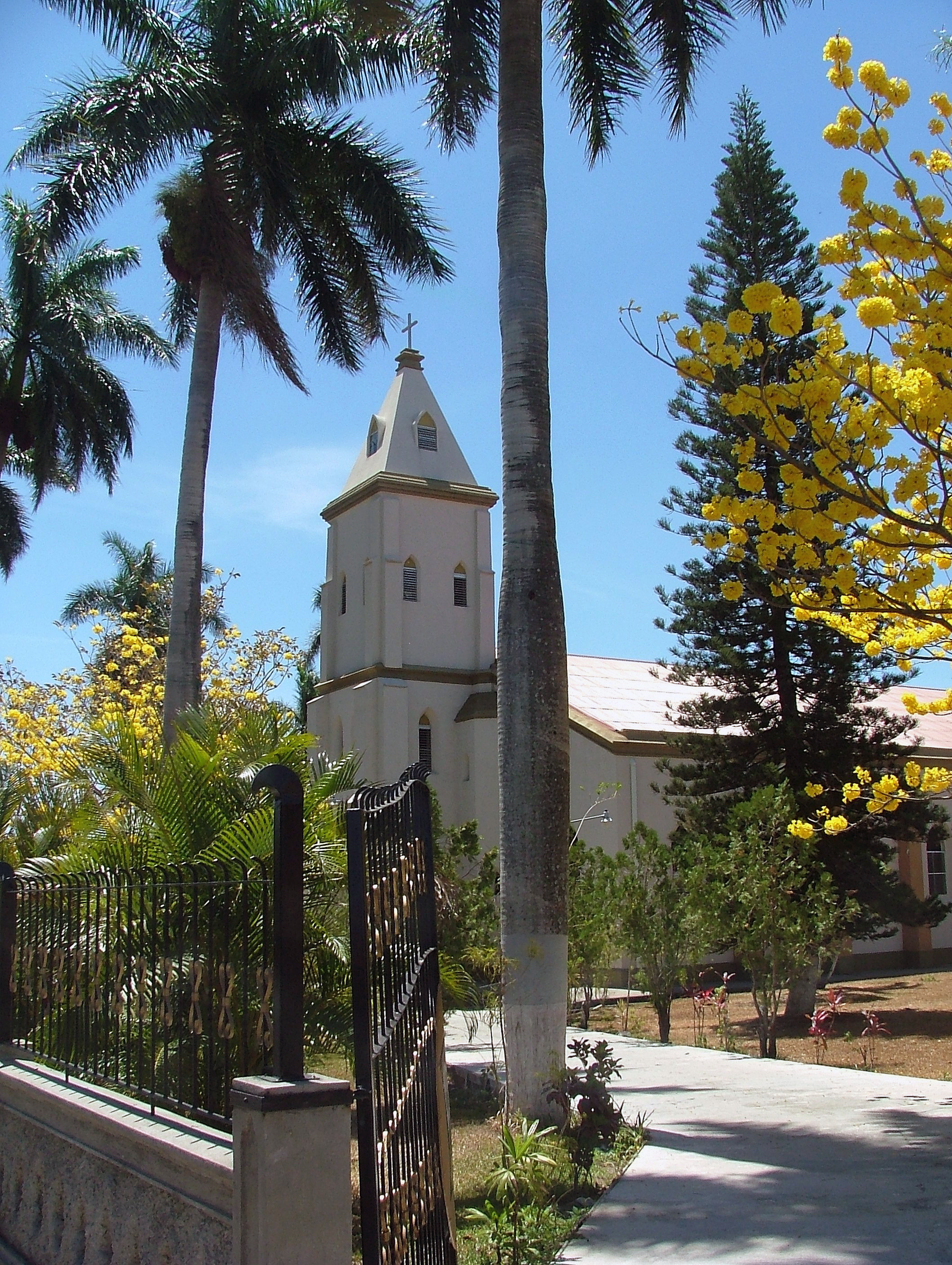
de kerk van Atenas